# Sharp Nintendo Television
Il Sharp Nintendo Television (anche noto come Game Television e distribuito in Giappone come C1 NES TV o My C1 Computer TV) è un televisore prodotto dalla Sharp Corporation tra il 1983 ed il 1990 che include la console Nintendo Entertainment System.

## Distribuzione
Il C1 venne originariamente commercializzato in Giappone a partire dal 1983 e in seguito distribuito in America settentrionale nel 1989. Il sistema era dotato di due programmi integrati, JR GRAPHIC e TV NOTE, mentre la versione giapponese includeva una cartuccia in cui erano presenti i giochi Donkey Kong Jr. e Donkey Kong Jr. Math.
In Giappone nel 1990 venne messo in commercio il successore del C1, denominato Super Famicom Naizou TV SF1, che includeva la console Super Famicom.

## Modelli
- 19C-C1F・W (19 pollici, prezzo 145 000 yen)
- 14C-C1F・W・R (14 pollici, prezzo 93 000 yen)
- AN-320
- 19SV111 e 19SC111 (19 pollici)[3]